# Robert Merrihew Adams
Robert Merrihew Adams (Bob Adams) (Nueva York, 8 de septiembre de 1937-Montgomery, 16 de abril de 2024) fue un filósofo  estadounidense especializado en filosofía analítica, filosofía de la religión y filosofía moral.

## Biografía
Adams enseñó en UCLA por muchos años antes de pasar a la Universidad de Yale a principios de los años 1990 como profesor de la cátedra Clark de filosofía moral y metafísica. Adams revivió el departamento de filosofía de dicha universidad, que casi había llegado al punto de colapso debido a conflictos personales y académicos entre los filósofos analíticos y continentales. Se retiró en 2004 y pasó a enseñar medio tiempo en la Universidad de Oxford donde fue miembro del Colegio Mansfield de dicha universidad. Su esposa, Marilyn McCord Adams, es también profesora de filosofía y titular del profesorado Regius Professor of Divinity, uno de los títulos más prestigiosos y antiguos de dicha institución y de la Universidad de Cambridge. En 1909, el profesor Adams fue nombrado Profesor investigador distinguido de filosofía por la Universidad de Carolina del Norte en Chapel Hill.
Como erudito histórico, ha publicado obras sobre el trabajo del filósofo Søren Kierkegaard y es un respetado estudioso de Leibniz. 
Su trabajo en filosofía de la religión incluye influyentes ensayos sobre el problema de las teorías de la ética del ordenamiento divino y el mal. Fue presidente de la Sociedad de filósofos cristianos. En 1999, impartió las conferencias Gifford, "Dios y Ser". Es miembro de la Academia Británica y fue elegido para la Academia Estadounidense de Artes y Ciencias en 1991.

## Obras seleccionadas
- "Must God Create the Best?", Philosophical Review, LXXXI 317-332. 1982. Reprinted in The Virtue of Faith and Other Essay in Philosophical Theology below.
- "A Modified Divine Command Theory of Ethical Wrongness" in Religion and Morality: A Collection of Essays. eds. Gene Outka and John P. Reeder. New York: Doubleday. Reprinted in  The Virtue of Faith.
- "Theories of Actuality", Noûs, VIII 211-231. 1974.
- "Motive Utilitarianism", Journal of Philosophy, LXXIII 467-481. 1976.
- "Primitive Thisness and Primitive Identity", Journal of Philosophy, LXXVI 5-26. 1979.
- "Actualism and Thisness", Synthèse, XLIX 3-41. 1981.
- "Time and Thisness", Midwest Studies in Philosophy, XI 315-329. 1986.
- The Virtue of Faith and Other Essays in Philosophical Theology. New York: Oxford University Press. 1987.
- "Involuntary Sins", Philosophical Review, XCIV 3-31. 1985.
- "Divine Commands and the Social Nature of Obligation" Faith and Philosophy, 1987.
- "The Knight of Faith", Faith and Philosophy, 1990.
- "Moral Faith", Journal of Philosophy, 1995.
- Leibniz: Determinist, Theist, Idealist. New York: Oxford. 1994.
- "Things in Themselves", Philosophy and Phenomenological Research, 1997.
- Finite and Infinite Goods. New York: Oxford University Press. 1999.
- A Theory of Virtue: Excellence in Being for the Good. Oxford: Clarendon Press. 2006.